# Stripmovie
Pour plus de détails, voir Fiche technique et Distribution.
Stripmovie (Bachelor Party 2: The Last Temptation) est une comédie américaine réalisée par James Ryan et sortie en 2008. C'est la suite du film Le Palace en délire sorti 24 ans plus tôt.

## Distribution
- Josh Cooke : Ron
- Greg Pitts (en) : Jason
- Harland Williams : Derek
- Danny Jacobs : Seth
- Warren Christie : Todd
- Sara Foster : Melinda
- Max Landwirth : Tommy
- Emmanuelle Vaugier : Eva
- Karen-Eileen Gordon : Autumn
- Steve Crowley : Billy